# Ravenheart
«Ravenheart» — другий студійний альбом німецького симфо-метал гурту Xandria. Реліз відбувся 24 травня 2004 року.

## Список композицій
Автор слів Ліза Міддельхауфе, окрім треків 3 та 10, автором яких є Марко Хойбаум. 
| #     | Назва                  | Автор музики                          | Тривалість |
| ----- | ---------------------- | ------------------------------------- | ---------- |
| 1.    | «Ravenheart»           | Heubaum, Schaphaus                    | 3:44       |
| 2.    | «The Lioness»          | Heubaum, Schaphaus                    | 4:49       |
| 3.    | «Back to the River»    | Heubaum                               | 3:35       |
| 4.    | «Eversleeping»         | Schaphaus                             | 3:40       |
| 5.    | «Fire of Universe»     | Heubaum, Schaphaus                    | 3:33       |
| 6.    | «Some Like It Cold»    | Heubaum, Schaphaus                    | 3:56       |
| 7.    | «Answer»               | Heubaum                               | 4:45       |
| 8.    | «My Scarlet Name»      | Heubaum, Philip Restemeier, Schaphaus | 5:22       |
| 9.    | «Snow-White»           | Heubaum, Schaphaus                    | 4:07       |
| 10.   | «Black Flame»          | Heubaum                               | 3:29       |
| 11.   | «Too Close to Breathe» | Roland Krueger, Gerit Lamm, Schaphaus | 4:38       |
| 12.   | «Keep My Secret Well»  | Schaphaus                             | 4:15       |
| 53:38 |                        |                                       |            |

## Учасники запису
- Ліза Міддельхауфе — жіночий вокал
- Марко Хойбаум — гітари, клавіші
- Філіп Рестемайер — гітари
- Геріт Ламм — ударні

## Чарти
| Чарт (2004)         | Місце |
| ------------------- | ----- |
| German Albums Chart | 36    |